# Xoài Eldon

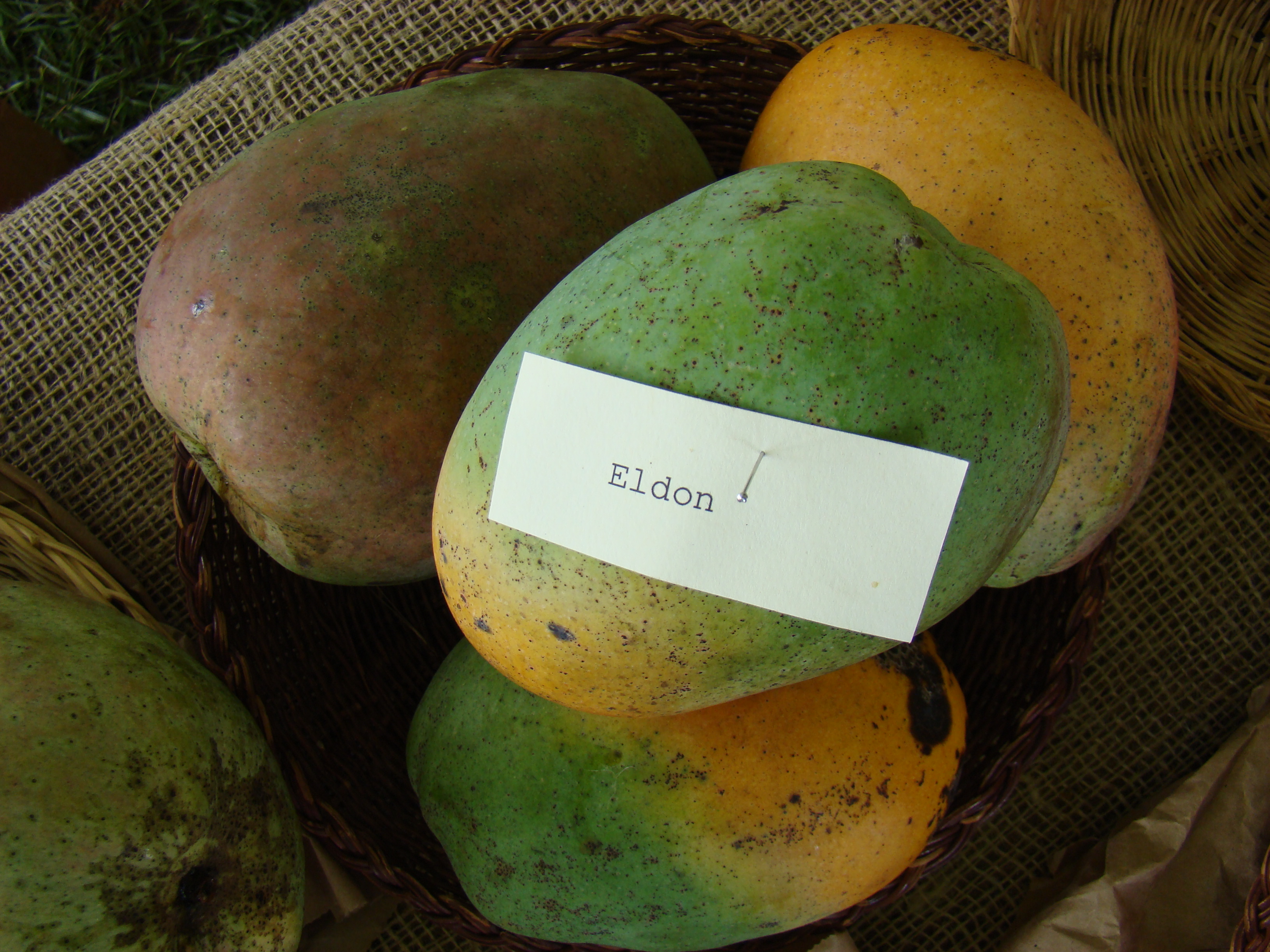
Xoài Eldon

Xoài 'Eldon' là một giống xoài có nguồn gốc ở miền nam Florida, Hoa Kỳ. Eldon cuối cùng đã trở thành một giống được áp dụng trong buôn bán thương mại.

## Lịch sử
Cây ban đầu được trồng từ một hạt giống trên đất đai của Walter B. Eldon ở Miami, Florida vào năm 1939. Được biết, hạt giống gốc là hạt giống Haden và cuộc phân tích năm 1995 đã hỗ trợ chỉ ra điều này; tuy nhiên một nghiên cứu phả hệ năm 2005 không ủng hộ điều này, ước tính Eldon có khả năng là một giống của giống Cowasji Patel. Cây ban đầu cho quả vào năm 1942. Các hoạt động quảng bá đã được bắt đầu vào khoảng năm 1948 bởi Lawrence Zill và JW Chafer.
Mặc dù Eldon đã không trở thành giống xoài phổ biến ở Florida trong những thập kỷ sau đó, nhưng cuối cùng nó đã được chấp nhận thương mại ở Châu Phi.
Xoài Eldon được trồng trong các bộ sưu tập của USDA tại kho tế bào mầm ở Miami, và Đại học Trung tâm Giáo dục nghiên cứu nhiệt đới và Florida trong Homestead, Florida.
Eldon có thể là giống cha mẹ của xoài Southern Blush.

## Miêu tả
Quả có hình bầu dục và trọng lượng trung bình khoảng một pound; hơn nữa, trái cây có thể có màu sắc thay đổi khi trưởng thành và có thể là một hỗn hợp của màu xanh lá cây, vàng, cam và đỏ. Thịt có màu vàng và có hương vị ngọt ngào với mùi thơm dễ chịu. Quả chứa một hạt đơn phôi.
Cây có sức sống vừa phải với tán cây lớn và lá có màu xanh nhạt.